# كيني والكر
كيني والكر (بالإنجليزية: Kenney Walker)‏ (23 ديسمبر 1988 بويكلايف في الولايات المتحدة - ) هو لاعب كرة قدم أمريكي في مركز الوسط. لعب مع لوس أنجلوس غلاكسي ونادي شمال كارولاينا ولوس انجلوس غالاكسي 2 ونادي سينسيناتي وChicago Fire U-23 ‏ وFort Lauderdale Strikers (2006–2016) ‏.

## وصلات خارجية
- كيني والكر على موقع IMDb (الإنجليزية)
- كيني والكر على موقع الدوري الأمريكي (الإنجليزية)
- كيني والكر على موقع إي إس بي إن إف سي (الإنجليزية)
- كيني والكر على موقع قاعدة بيانات كرة القدم.إي يو (الإنجليزية)
- كيني والكر على موقع Soccerway.com (الإنجليزية)
- كيني والكر على موقع عالم كرة القدم.نت (الإنجليزية)